# 李天庆
李天庆（1924年—2021年12月2日），教育家，广东新会人。曾任澳门大学校长。

## 生平
李天庆毕业于浙江大学物理系。1947年至1950年在英国伦敦大学帝国理工学院物理系进修。历任岭南大学、中山大学副校长等职。
1988年起任澳门东亚大学、澳门大学副校长。1992年2月15日，被澳门总督韦奇立委任为澳门大学校长。1994年退休，获颁授澳门大学荣誉博士。他还曾任澳门过渡期事务委员会委员。
| 教育職務                         | 教育職務                    | 教育職務      |
| 學術機關職務                     | 學術機關職務                | 學術機關職務  |
| -------------------------------- | --------------------------- | ------------- |
| 澳门大学                         |                             |               |
| 前任： 原澳门东亚大学校长 薛寿生 | 澳门大学校长 1991年－1994年 | 繼任： 费利纳 |